# Liste der Hallenkirchen in Tschechien
▶ Liste(n) der Hallenkirchen – Übersicht
– Siehe auch Pseudobasiliken in Tschechien (3) –
Anzahl: 37

Historische Landesteile Tschechiens:
Schlesien
Böhmen
Mähren

Die Hallenkirchen in Tschechien habe deutlich Gemeinsamkeiten mit denjenigen in den Nachbarländern.

## Liste

### Böhmen
Anzahl: 28, davon 12 in Südböhmen
| Ort                                         | Bauwerk/Patrozinium                                                   | Anmerkungen                                                                                               | Fotos | Fotos |
| ------------------------------------------- | --------------------------------------------------------------------- | --- | ----- | ----- |
| Beroun, Mittelböhmen                        | Sv. Jakuba (CC)                                                       | Emporenhalle, 1903–1907 nach gotischen und barocken Vorgängerbauten                                       |       |       |
| Český Krumlov (Krummau), Südböhmen          | K. svatého Víta (St. Veit)                                            | 1407–1439                                                                                                 |       |       |
| Cheb (Eger) Karlovarský kraj                | St. Nikolaus                                                          | gotischer Umbau zw. 1456 u. 1476                                                                          |       |       |
| Cheb (Eger) Karlovarský kraj                | Zvěstování Panny Marie (Mariä Verkündigung)                           | Franziskanerkirche                                                                                        |       |       |
| Dolní Dvořiště, Südböhmen                   | Kostel svatého Jiljí (St. Ägidius) (CC)                               | 1480–1507                                                                                                 |       |       |
| Jaroměř, Krai Königgrätz                    | K. svatého Mikuláše (St. Nikolaus) (CC)                               | 1358–1450, Grenzfall von Stufenhalle und Pseudobasilika                                                   |       |       |
| Jindřichův Hradec (Neuhaus), Südböhmen      | Nanebevzetí P. M. (Mariä Himmelf.) (CC)                               | 15. Jh.                                                                                                   |       |       |
| Kájov, Südböhmen                            | Kostel Nanebevzetí Panny Marie (Mariä-Himmelfahrts-Kirche) (CC)       | Vier Joche um Mittelstütze und zwei kurze Joche des asymmetrischen Gewölbes über der Empore               |       |       |
| Kolín, Mittelböhmen                         | St. Bartholomäus                                                      | Hallenschiff, aber Chor basilikal erneuert                                                                |       |       |
| Kutná Hora (Kuttenberg), Mittelböhmen       | K. sv. Jakuba Staršího St. Jakobus (CC)                               | 1. Hälfte 14. Jh. bis 15. Jh.                                                                             |       |       |
| Liberec (Reichenberg), Liberecký kraj       | K. sv. Antonína Velikého (St. Anton d. Gr.) (CC)                      | Ende 16. Jh., Turm 1880                                                                                   |       |       |
| Mělník, Mittelböhmen                        | St. Peter und Paul (CC)                                               | Arkadenscheitel nur knapp über Basen der Mittelschiffsgewölbe, aber Seitenschiffsgewölbe nicht so niedrig |       |       |
| Most (Brüx), Kraj Ústí                      | Dekanatskirche Nanebevzetí Panny Marie (Mariä Himmelfahrt)            | ab 1515 (nach Stadtbrand); 1975 wegen Braunkohlentagebau umgesetzt                                        |       |       |
| Pacov, Südböhmen                            | Sv. Michaela archanděla (Erzengel Michael) (CC)                       | 2. Hälfte 14. Jh., im 15. Jh. auf Zweischiffigkeit umgewölbt, asymmetrisch                                |       |       |
| Pardubice Pardub. kraj                      | K. sv. Bartoloměje (St. Bartholomäus) (CC)                            | nach Brand von 1538                                                                                       |       |       |
| Plzeň (Pilsen), Plzeňský kraj               | Katedrála sv. Bartoloměje (St.-Bartholomäus-Kathedrale)               | 1307–1360, innen gleich hohe Gewölbebasen, aber außen Stufe zwischen Mittel- und Seitenschiffsdächern     |       |       |
| Poděbrady, Mittelböhmen                     | K. Povýšení sv. Kříže Kreuzerhöhung (CC)                              | 1552–1562                                                                                                 |       |       |
| Prachatice, Südböhmen                       | K. sv. Jakuba St. Jakobus                                             | Hallenschiff Ende 15. Jh.                                                                                 |       |       |
| Praha (Prag)                                | Emmauskloster: Marie na Slovanech (St. Maria bei den Slawen)          | 1372–1374, slawische Benediktiner                                                                         |       |       |
| Rožmberk nad Vltavou (Rosenberg), Südböhmen | Kostel svatého Mikuláše St. Nikolaus (CC)                             | bis 1583                                                                                                  |       |       |
| Rudolfov, Südböhmen                         | Svatého Víta (St.Veit) (CC)                                           | 1536–1583, Renaissance, Emporenhalle, zunächst lutherisch, 1636 katholisch                                |       |       |
| Soběslav, Südböhmen                         | Svatého Víta (St.Veit) (CC)                                           | symmetrisch zweischiffig                                                                                  |       |       |
| Tábor, Südböhmen                            | Proměnění Páně (Verklärung des Herrn) (CC)                            | |       |       |
| Teplá (Tepl), Karlovarský kraj              | Premonstrátský Klášter Teplá (Stift Tepl): Stiftskirche               | |       |       |
| Teplice, Ústecký kraj                       | Hl.-Elisabeth-von-Ungarn (CC)                                         | 1886–1888, neugotisch                                                                                     |       |       |
| Třeboň (Wittingau), Südböhmen               | K. sv. Jiljí a P. Marie Královny (St. Ägidius und Königin Maria) (CC) | zweischiffig                                                                                              |       |       |
| Ústí nad Labem (Aussig), Ústecký kraj       | K. Nanebevzetí Panny Marie (Mariä Himmelfahrt) (CC)                   | 15. Jh., aber 1897 neugotisch umgestaltet                                                                 |       |       |
| Vyšší Brod (Hohenfurt), Südböhmen           | Klosterkirche                                                         | 1270–1370, Zisterzienser                                                                                  |       |       |

### Mähren
Anzahl: 6
| Ort                                                  | Bauwerk/Patrozinium                              | Anmerkungen                                                           | Fotos | Fotos |
| ---------------------------------------------------- | ------------------------------------------------ | --------------------------------------------------------------------- | ----- | ----- |
| Brno (Brünn), Südmähren                              | St. Jakobs                                       | 1510/11–1592                                                          |       |       |
| Jihlava (Iglau), Vysočina (Böhmisch- mährische Höhe) | K. sv. Jakuba (St. Jakob)                        | 2. Hälfte 13. Jh.                                                     |       |       |
| Jihlava (Iglau), Vysočina (Böhmisch- mährische Höhe) | K. Povýšení svatého Kříže (Kreuzeserhöhung) (CC) | 1240–1280, Dominikanerkirche, heute Hussitenkirche                    |       |       |
| Olomouc (Olmütz) Olomoucký kraj                      | Kostel sv. Mořice (St.-Mauritius-Kirche)         | ab 1257, anschließend mehrere Brände und Wiederherstellungen bis 1454 |       |       |
| Olomouc (Olmütz) Olomoucký kraj                      | Wenzelsdom                                       | Originalgotik, neugotisch überbaut                                    |       |       |
| Znojmo (Znaim) Südmähren                             | K. sv. Mikuláše St. Nikolaus (CC)                | nach Brand von 1422 bis 1437 wiederhergestellt                        |       |       |

### Schlesien
Anzahl: 3
| Ort                                   | Bauwerk/Patrozinium                           | Anmerkungen                                                                | Fotos | Fotos |
| ------------------------------------- | --------------------------------------------- | -------------------------------------------------------------------------- | ----- | ----- |
| Jeseník (Freiwaldau), Olomoucký kraj  | Nanebevzetí P. Marie (CC) (Mariä Himmelfahrt) | nach Bränden von 1638, poté 1696 und 1737 wiederhergestellt, 1883 umgebaut |       |       |
| Opava (Troppau), Moravskoslezský kr.  | Mariä Himmelfahrt                             | Stufenhalle, 13.–15. Jh.                                                   |       |       |
| Ostrava (Ostrau), Moravskoslezský kr. | Svatého Václava (CC) (St. Wenzel)             | nach Stadtband von 1556, überw. Renaissance                                |       |       |